# 카펠리 스포츠 스타디움
카펠리 스포츠 스타디움(Capelli Sport Stadium)은 미국의 축구 전용 경기장이다. 뉴욕주 로체스터에 위치하고 있으며 USL 로체스터 라이노스와 NWSL 웨스턴 뉴욕 플래시의 홈경기장이다.